# Neuapostolische Kirche (Berlin-Weißensee)
Die Neuapostolische Kirche Berlin-Weißensee ist ein ehemaliger Sakralbau der Neuapostolischen Kirche (NAK) in der Gebietskirche Berlin Brandenburg. Sie befindet sich in der Gartenstraße 37 im Berliner Ortsteil Weißensee des Bezirks Pankow und entstand nach einem Entwurf von Albert Gericke. Am 3. Juli 1932 konnte der Baukomplex eingeweiht werden. Das Kirchengebäude wurde im Oktober 2019 verkauft und wird gegenwärtig von der evangelikalen Glaubensgemeinschaft Fount Berlin genutzt. Es steht samt Gemeindehaus unter Denkmalschutz.

## Geschichte

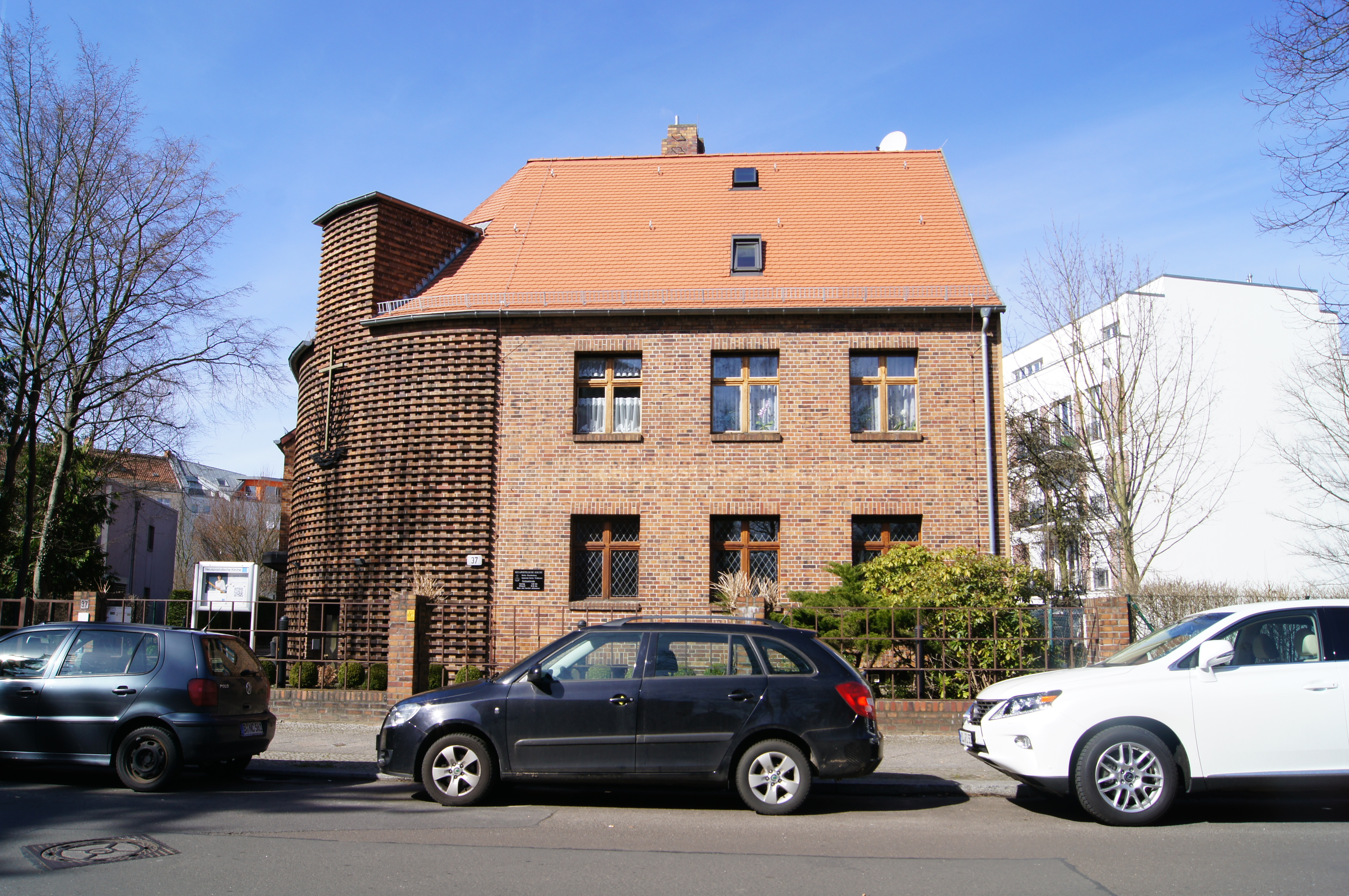
Neuapostolische Kirche Weißensee (2015)

Die ersten Gottesdienste in Weißensee fanden ab 1910 statt. Im Wohnzimmer einer Wohnung in der Pistoriusstraße 29, zweite Etage, Vorderhaus, wurden Bänke und ein selbstgezimmerter Altar aufgestellt. Ab 1919 reichten die Räumlichkeiten zur Durchführung von Gottesdiensten nicht mehr aus, weswegen die Bethabara-Kapelle der späteren Stephanus-Stiftung in der Albertinenstraße gemietet wurde. In der Kapelle stand eine Orgel, außerdem konnten die neuapostolischen Gläubigen ab 1921 dort auch das Heilige Abendmahl feiern. Nachdem 1923 die Gemeinde auf 130 Mitglieder angewachsen war, mussten wiederum größere Räume in Betracht gezogen werden. Deshalb wurden Lössels Festsäle in der Langhansstraße 106 gemietet, aber langfristig ein eigenes Gotteshaus geplant. 1931 wurde mit dem Bau einer Kirche auf dem Grundstück Gartenstraße 37 begonnen und 1932 vollendet. Ende 1932 zählte die Gemeinde 270 Mitglieder.
Das Haus stand bereits in der DDR in der Denkmalliste, zu seinem Erhalt war aber kaum Geld vorhanden. Das Kreuz-Symbol an der Bauwerksecke wurde erst nach der politischen Wende angebracht. Bei den umfassenden Sanierungsarbeiten im Jahr 2010 ließ die Gemeinde den Zugang zur Kirche barrierefrei gestalten, den Putz abschlagen und das Mauerwerk mit Klinkern verblenden.
Mit dem Jahreswechsel 2018/19 wurden die Gemeinden Berlin-Weißensee und Prenzlauer Berg zusammengeführt und das Kirchengebäude profaniert. Es wurde 2019 für fast zwei Millionen Euro verkauft. Gegenwärtig nutzt es die evangelikale Gemeinde Fount Berlin e. V., die Teil der Kirchenbewegung C3 Church Global ist.

## Architektur
Der Mauerwerksbau in einem Baustilmix aus Expressionismus und Moderne war anfangs verputzt, später wurde er verklinkert. Das zweigeschossige Kirchengebäude erhebt sich über einem L-förmigen Grundriss und hat eine Nutzfläche von rund 630 m². Der eine Seitenflügel des Bauwerks ist 20 Meter lang, der andere zur Gartenstraße hin, rund zehn Meter. Zwischen beiden befindet sich eine abgerundete stark strukturierte geklinkerte Fassadenecke, deren mittleres Teil in Höhe des Firstes am Satteldach endet, das die beiden Seitenflügel bedeckt. Auffälligstes Merkmal der Fassade ist das große metallene Symbol der Neuapostolischen Kirchengemeinden auf der Bauwerksecke. Dem Kirchenkörper ist das Gemeindehaus unmittelbar angegliedert.
Im Keller des Gebäudes sind die im Jahr 2017 erneuerten sanitären Anlagen untergebracht. Im Gemeindehaus befindet sich eine über zwei Etagen verlaufende Wohnung.

## Ausstattung der Kirche
Das Kirchenschiff ist ein runder Saal, in den durch senkrechte dreigeteilte Fenster Tageslicht hereinfällt. Die Fenster sind mit farbigem Glas in Rhomben-Form gestaltet. Ein rundes Lichtband an der Flachdecke beleuchtet den Raum bei Dunkelheit. Auf einer Empore ist eine Orgel installiert, die anlässlich der Sanierungsarbeiten ebenfalls renoviert werden konnte. Zum Kirchenraum hin begrenzt ein kunstvoll gestaltetes Geländer aus Metall die Empore. Für die Kirchenbesucher gibt es zwölf Reihen hölzerner Kirchenbänke mit einem freien Mittelgang.
Der Altarraum ist eine rechteckige podiumartige Nische, in dem ein schlichter Altartisch steht mit vier liturgischen Gefäßen für den Gottesdienst. Über dem holzgetäfelten Altarraum hängt an der geweißten Wand ein einfaches Holzkreuz.